# Nenad Dizdarević
Nenad Dizdarević (Sarajevo, 21 de maig de 1955) és un director de cinema, guionista, productor i professor de cinema bosnià. El 1980 va estudiar a l'Institut d'Arts de Seül i des del 1986 va treballar com a cineasta al Japó, Hong Kong i Austràlia. Després va tornar a Bòsnia i Hercegovina, on el 1994 va dirigir Magareće godine, que va ser la presentació de Bòsnia als Premis Oscar el 1995. És el cofundador de l'Acadèmia de les Arts de Sarajevo. Des del 1998 es dedica a dirigir pel·lícules al Japó i a Corea del Sud.

## Premis i honors
Dizdarević va rebre la Palmera d'Or l'any 1994 per Magareće godine en la XV edició de la Mostra de València.

## Filmografia
| curs | Títol                        | Altres notes |
| ---- | ---------------------------- | ------------ |
| 1977 | Zena na kamenu (TV)          |              |
| 1981 | Gazija                       |              |
| 1985 | I to će proći                |              |
| 1990 | Stanica obicnih vozova       |              |
| 1994 | Magareće godine              |              |
| 1995 | The Fourth Part of the Brain |              |